# XII legislatura del Regno d'Italia

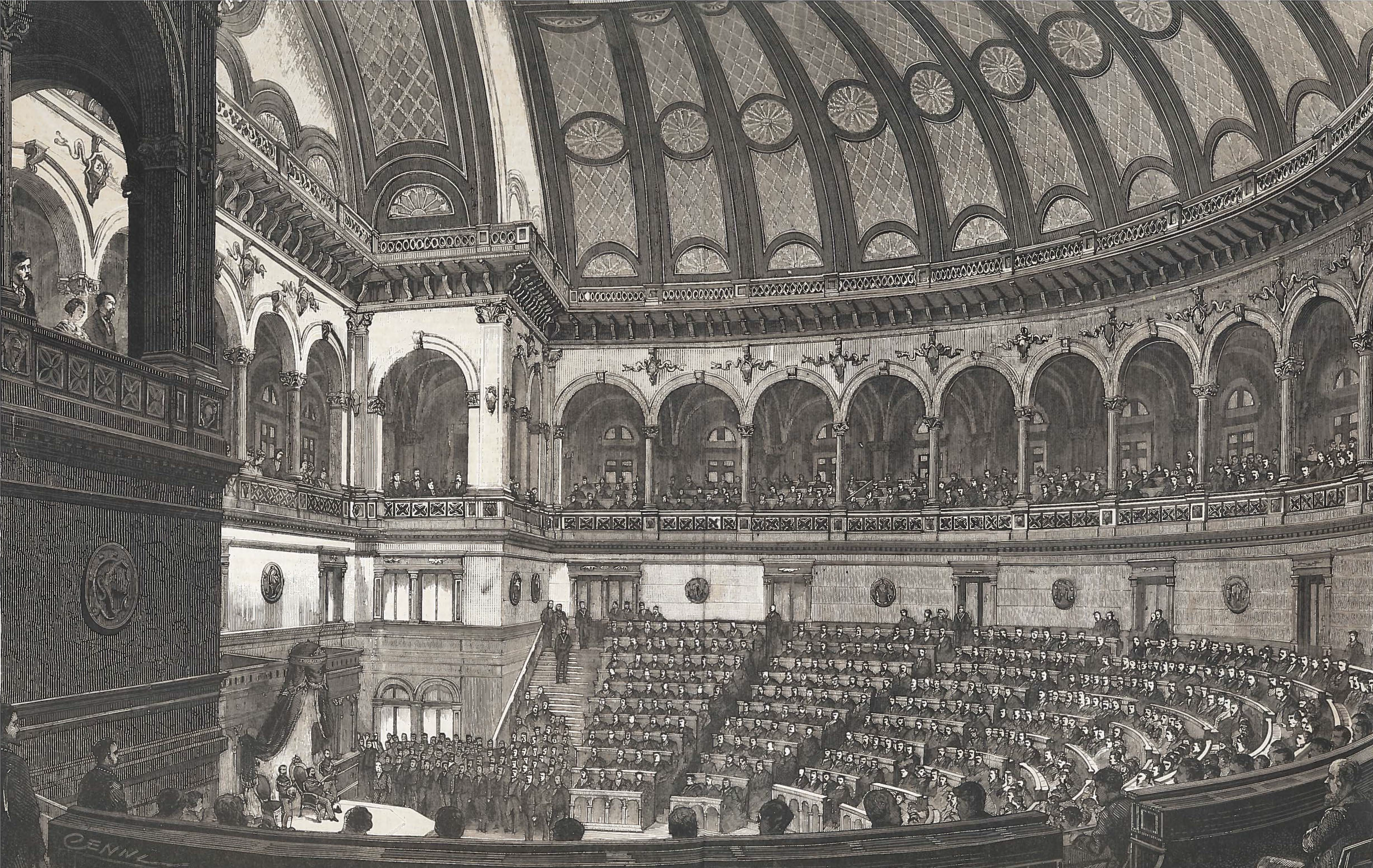
S.M. Re Vittorio Emanuele II inaugura la XII legislatura

La XII legislatura del Regno d'Italia ebbe inizio il 23 novembre 1874 e si concluse il 3 ottobre 1876.

## Governi
Governi formati dai Presidenti del Consiglio dei ministri su incarico reale.
1. Governo Minghetti II (10 luglio 1873 - 25 marzo 1876), presidente Marco Minghetti (Destra storica)
  - Composizione del governo: Destra storica
2. Governo Depretis I (25 marzo 1876 - 25 dicembre 1877), presidente Agostino Depretis (Sinistra storica)
  - Composizione del governo: Sinistra storica

## Parlamento

### Camera dei Deputati
I sessione
- Presidente
  - Giuseppe Biancheri, dal 23 novembre 1874

II sessione
- Presidente
  - Giuseppe Biancheri, dal 6 marzo 1876

Nella legislatura la Camera tenne 243 sedute.

### Senato del Regno
I sessione
- Presidente
  - Luigi Des Ambrois, dal 23 novembre 1874

II sessione
- Presidente
  - Giuseppe Pasolini, dal 6 marzo 1876

Nella legislatura il Senato tenne 133 sedute.